# Eudimorphodon
Az Eudimorphodon a hüllők (Reptili vagy Sauropsida) osztályának a pteroszauruszok (Pterosauria) rendjébe, ezen belül a Rhamphorhynchoidea alrendjébe és a Campylognathoididae családjába tartozó nem.

## Tudnivalók
Az Eudimorphodont, Mario Pandolfi fedezte fel, 1973-ban, az olaszországi Bergamo mellett. Leírója Rocco Zambelli volt. A majdnem teljes csontvázat a késő triász korszaki rétegből vették ki, ami az Eudimorphodont a legidősebb pteroszaurusszá tette. Abban az időben még nem találtak ennél idősebb pteroszaurusz maradványt. Az Eudimorphodon szárnyfesztávolsága körülbelül 100 centiméter hosszú volt, hosszú, csontos farkán, rombusz alakú képződmény helyezkedett el, olyan, mint a későbbi Rhamphorhynchusnál. Ez a képződmény segítette az állatot, repülés közben az irányváltásban. Az Eudimorphodon nemet néhány csontváznak köszönhetően ismerünk, ezek között fiatal példányok is vannak.
Az Eudimorphodon 6 centiméteres állkapcsában 114 fog helyezkedett el. A fogak különböző alakúak voltak, ami feltűnő a hüllők között. Az állkapocs elülső része teli volt tűhegyes fogakkal, míg hátrafelé haladva, a fogak kezdtek elágazóvá válni. Egyes fogaknak öt éle is volt.
A fogak alakja arra hagy következtetni, hogy az Eudimorphodon halevő volt. Ezt alátámasztja a Parapholidophorus gyomrában talált megkövesedett halmaradványok is. A fiatal Eudimorphodonok valószínűleg rovarokkal is táplálkoztak.
Bár az Eudimorphodon egy nagyon régi rétegből származik, testfelépítése mégsem mutat sok ősi vonást. Emiatt az állat nem segít a pteroszauruszok fejlődésének megértéséhez. Az Eudimorphodon nem közeli rokon a későbbi pteroszauruszok ősével. Már a korai időkben levált a főágról, és új irányba indult.

## Rendszerezése
A nembe 3 faj tartozik:
- Eudimorphodon ranzii Zambelli, 1973 típusfaj
- Eudimorphodon rosenfeldi Dalla Vecchia, 1995
- Eudimorphodon cromptonellus Jenkins, 2001